# Halo Legends
『ヘイロー・レジェンズ』（Halo Legends）は、日米合作のOVA作品群の総称。アメリカのテレビゲーム会社バンジースタジオが制作したテレビゲームHALOシリーズを原作とする。クリエイティブディレクターは押井守・荒牧伸志。
映像制作プロジェクトに参加した企業はSTUDIO 4℃、東映アニメーション、ボンズ、プロダクションI.G、カシオエンターテイメントの5社。マイクロソフト傘下の343 Industriesが統括製作を担う。

## 概要
本作は映画『マトリックス』を原典としたOVA『アニマトリックス』のプロデューサーの一人であるJ-Spec Pictures所属のジョセフ・チョウが荒牧と製作した『EX MACHINA』後に再度組む構想の中の1アイデアとしてスタート。『アニマトリックス』同様に日本を代表するメーカーが集まった。
原作ゲームのフランチャイズチームフランチャイズ開発ディレクターでもある343Industriesのフランク・オコナーによると、本作はDVD・BD以外にもXbox Liveで配信する予定だという（日本の販売予定日は上記テンプレート参照、配信時期は2010年時期未定）。内容については、東映の "Odd One Out" 以外、全ての作品がHALOシリーズの歴史に沿っている。
また、このプロジェクトにあわせ、「Halo Waypoint」（ヘイロー・ウェイポイント）というポータル･サイトがXbox Live上にオープンする。そこでのゴールド･メンバーはいくつかのエピソードを正式配信に先立ち、2009年11月より随時プレビュー視聴できる。

## 各エピソード
2010年に発売されたDVD・BDでは、各エピソードは以下の順序となっている。
1. Origins Part1
2. Origins Part2
3. The Duel
4. Homecoming
5. Odd One Out
6. Prototype
7. The Babysitter
8. The Package

### エピソード1&2：Origins Part1 & Part2（制作：STUDIO 4℃）
『Origins Part1 & Part2』（『オリジン』）は、STUDIO4℃による制作。『Halo 3』のキャンペーン終了後にAI「コルタナ」が集めたデータを振り返るという形で、フォアランナーの誕生から対コヴナント戦争の終結まで一千年の歴史を、ゲーム中で語られる事の無かったフォアランナーや人類の星間戦争の秘話を織り交ぜながら2部構成で描く。このエピソードはHALOシリーズをよく知らないビギナーに向けたものになるという。
実監督はやSTUDIO 4℃で『Genius Party　LIMIT CYCLE 』やTBSの金曜ドラマ『クロサギ』オープニングアニメーションなどを手がけた二村秀樹。

### エピソード3：The Duel（制作：Production I.G）
『The Duel』（『ザ・デュエル』）は、プロダクションI.Gが担当する2作目。フランク･オコナーによると、鎖国していた日本に、初めてやってきたポルトガル人たちの心境と似ているという。このエピソードは筆で描かれたような独特の描写がされており、地球外生命体の話ではあるものの和風な要素が強い作品となっている。
エリート族がコブナントに加盟して間もない時。エリート族のファルは宗教的最高位である「アービター」の任に就いていた。ある時、ファルは予言者（プロフェット族）の排斥を画策するローから同志になるよう誘われるが穏便に断る。しかし、それは予言者派の猛者・ハカに目撃されていた。激高したプロフェットは反逆者の抹殺をハカ達に命じ、ファルの最愛の妻ハンはその巻き添えとなって殺害されてしまう。妻の仇を討つため、異端者の烙印をおされたファルはたった一人で戦う決意をする。

### エピソード4：Homecoming（制作：Production I.G/BEETRAIN）
『Homecoming』（『ホームカミング』）は、プロダクションI.Gによる作品。とある女性スパルタンのエピソードを通して、スパルタン計画の暗部を描くものである。
地球から離れたとある植民地惑星にて、彼女は戦いの中で自分の過去を思い出す。彼女は幼い頃スパルタン計画のため、UNSCによって拉致された。スパルタン計画とは、このように非人道的に召集された子供たちを文字通りスパルタな訓練でたたき上げ、他にはない屈強な兵士を作り出すことであった。彼女は何とかそこを抜け出して「帰郷」を果たした。だが、彼女が家に戻るとそこにはもうひとりの自分がいたのだ。

### エピソード5：Odd One Out（制作：東映アニメーション）
『Odd One Out』（『オッド・ワン・アウト』）は、他のエピソードとは異なり、番外編的なコメディ作品。ギャグアニメ。
もともとHALOシリーズはどちらかといえば大人向けな傾向にある作品（日本では15歳以上対象とされている）であるが、海外では、実は多くの低年齢ファン・ユーザーを持つ作品である。それを意識した作品とし、数多くの児童向けアニメの制作実績のある東映アニメーションに「好きなように作ってほしい」ということになった。よって、世界観の設定などはオフィシャルのものとは多少アレンジされ、コミカルなテイストで作られている。東映アニメ所属の西尾大介が手がけた。
主人公のSpartan-1337はペリカンでの移動中に事故で目的地とはまるっきり違う惑星へと降り立つ。そこで原住民の子供たちと出遭ったS-1337は、自分は宇宙一のスーパー・ソルジャーであると説明しようとするが、その矢先に怪物に食べられそうになったり踏み潰されそうになるなど、メンツが丸潰れとなってしまう。一方、コヴナントは悪魔こと「マスターチーフ」を倒すため、改造手術を受けた強力な兵士を送り出す。だが何故かその兵士はS-1337のところに飛ばされてしまい、チーフの代わりにS-1337が戦う羽目になってしまう。

### エピソード6：Prototype（制作：ボンズ）
『Prototype』（『プロトタイプ』）は、ボンズが制作する、とある海兵隊員の物語である。
コヴナントの侵略を受ける遠方の惑星に派遣された「ゴースト」と呼ばれる海兵隊員。彼には部下を全滅させて一人だけ生還した過去があり、一人その咎を背負い続けていた。激戦の果てにコール議定書が発動し、ゴーストの部隊はプロトタイプのパワードスーツを破壊しようとするが、その結果最前線に取り残されてしまった。ゴーストは破壊するべきパワードスーツを命令を無視して着用し、脱出する部下と市民達の時間を稼ぐためコヴナントに立ち向かう。
このエピソードに登場するパワードスーツは、スパルタン部隊が着用するミョルニル･アーマーとは違い、遺伝子強化などを施されていない普通の人間でも使用できる模様である。これはUNSC（国連スペース･コマンド）がスパルタン兵を作る過程で、タイトルどおりプロトタイプのパワードスーツを制作していたという設定だとのこと。
実監督は『交響詩篇エウレカセブン ポケットが虹でいっぱい』の特技監督などで知られる村木靖。演出は同作の監督である京田知己。

### エピソード7：The Babysitter（制作：STUDIO 4℃）
『The Babysitter』（『ベビーシッター』）は、STUDIO 4℃による2つ目の作品。スパルタン部隊の兵士とODST隊員による対立を描くエピソードである。実監督はスタジオライブ所属のアニメーター菅野利之。 日本では2009年11月7日より先述したHalo Waypointのゴールドメンバーに向けてプレビューが配信された。
アルファ･ヘイローの戦いの1年前、ODST隊員のダッチ、オブライアン、コルテス、チェックマンらはコヴナントの指導者を暗殺する任務を与えられた。だがそこに急遽スパルタンIIのCAL-141が加わることになり、ODST達は寡黙なCAL-141に困惑することとなる。しかし彼ら（特にオブライアン）は次々とピンチに陥ったところをスパルタンに助けられることとなり、CAL-141はまるでODSTの「ベビーシッター」のように活躍するのだった。強行軍の末に狙撃ポイントに到達する彼らを待ちうけるものとは……。

### エピソード8：The Package（制作：荒牧伸志）
『The Package』（『パッケージ』）は、制作表記が荒巻のみになっている（by Shinji Aramaki）が、カシオ・エンターテイメントとの共同制作作品。全エピソード中、唯一フルCGアニメーションで制作されている。
マスターチーフを中核とするスパルタン部隊の兵士達が主人公で、コヴナントに囚われたUNSCの科学者「キャサリン・ハルゼイ博士」の救出に向かう。前半は『ブースター・フレーム』と呼ばれる小型機でスペース･バトルを繰り広げ、後半ではコヴナントの巡洋艦に乗り込み白兵戦を行うという内容になっている。

## キャラクター、キャスト

### Origins Part1, Part2
- コルタナ：冬馬由美

### The Duel
- ファル：東地宏樹
- ハン：井上喜久子
- ハカ：大友龍三郎
- ロー/真実の預言者：井上和彦
- ボートマン：平井啓二
- グラント：佐藤聡美

### Homecoming
- デイジー：桑島法子
- ラルフ：加瀬康之
- ハウザー軍曹：三宅健太
- ハルゼイ博士：本田貴子
- ジョセフ：阿部敦
- 海兵隊員1：高橋研二
- 海兵隊員2：大原崇
- ナレーター：東地宏樹

### Odd One Out
- Spartan-1337：平田広明
- マスターチーフ：谷昌樹
- コルタナ：前田愛
- 隊長：松本保典
- ブラザー ガイ：関智一
- シスター メイ：ゆかな
- サップ：木内レイコ
- ポム：仙台エリ
- ラン：金田朋子
- ママ：土井美加

※『Odd One Out』でのマスターチーフ役である谷昌樹は、ゲームオリジナルでもマスターチーフを吹き替えしている。

### Prototype
- ゴースト：藤原啓治
- 女性兵士：高梁碧
- ONI司令官：大塚明夫
- 司令官A：木村雅史
- 司令官B：坂熊孝彦
- 司令官C：川野剛稔
- 司令官D：川原元幸
- スーツ音声：庄子裕衣

### The Babysitter
- スパルタン（CAL-141）：能登麻美子
- オブライエン：重松朋
- ダッチ：飯島肇
- コルテス：千葉進歩
- ONIオフィサー：沢木郁也
- 高瀬右光、星光明

### The Package
- マスターチーフ：玄田哲章
- フレッド：土田大
- ケリー：本田貴子
- ハルゼイ博士：田中敦子
- 艦長：江原正士
- ソロモン：星野充昭
- アーサー：遠藤大輔
- コヴナント艦隊司令官：郷里大輔
- エリート族少佐：黒田崇矢
- エリート族オペレーター：酒巻光宏
- ブルート/グラント/ジャッカル：佐々木啓夫